# یک، دو، سه،... پنج
یک، دو، سه،... پنج فیلمی به کارگردانی محمد معیری محصول سال ۱۳۹۱ است.

## بازیگران
- همایون ارشادی
- فرهاد خردمند
- آناهیتا افشار
- شفق چوپان
- حسن نوری
- علی باقری
- حمیدرضا آذرنگ
- علی جاویدفر
- علیرضا قره‌خانی